# Педагогика угнетённых
Педагогика угнетённых (порт. Pedagogia do Oprimido) — это книга Паулу Фрейре, обсуждающая принципы педагогики с новыми взаимоотношениями учителя, ученика и общества. Впервые издана на португальском в 1968 году, затем была переведена на английский Мирой Рамос и опубликована в 1970 году. «Педагогика угнетенных» является одним из основополагающих текстов критической педагогики.
Посвятив книгу «угнетённым» и основываясь на личном опыте обучения взрослых бразильцев чтению и письму, Фрейре включает в неё детальный анализ марксистской классовой борьбы, исследуя отношения между так называемыми «колонизатором» и «колонизируемым».
В «Педагогике угнетенных» автор называет традиционную педагогику «банковской», где ученик — не более, чем «пустой сосуд заполняемый знаниями, как свинья-копилка». Фрейре настаивает на том, чтобы ученик был активным участником сотворения знаний.
Фрейре ввёл в обиход психологов и педагогов термин консайентизация — приобретение способности воспринимать социальные, политические и экономические противоречия и предпринимать действия, нацеленные на искоренение существующих элементов угнетения. С его точки зрения на анализе процесса консайентизации основывается критическая педагогика.
Тираж книги — более 750 000 экз.
В 2019 году книга вышла на русском языке в издательстве «Радикальная теория и практика».